# Närsholmen
Närsholmen este o arie protejată (arie specială de conservare — SAC, sit de importanță comunitară — SCI, arie de protecție specială avifaunistică — SPA) din Suedia întinsă pe o suprafață de 415 ha, integral pe uscat.

## Localizare
Centrul sitului Närsholmen este situat la coordonatele 57°13′37″N 18°41′22″E / 57.2269°N 18.6895°E.

## Înființare
Situl Närsholmen a fost declarat arie de protecție specială avifaunistică în martie 1996 pentru a proteja 7 specii de animale. Alte tipuri de protecție:
- sit de importanță comunitară (în aprilie 2004)
- arie specială de conservare (în martie 2011)[1][3][4]

## Biodiversitate
Situată în ecoregiunile boreală și marină baltică, aria protejată conține 7 habitate naturale: Vegetație anuală la limita mareei, Pajiști cu Molinia pe soluri calcaroase, turboase sau argilos-nămoloase (Molinion caeruleae), Pășuni din zone de pădure fino-scandinave, Terase mlăștinoase și terase nisipoase neacoperite de apă la reflux, Pajiști uscate seminaturale și facies de acoperire cu tufișuri pe substraturi calcaroase (Festuco-Brometalia) (* situri importante pentru orhidee), Pășuni de coastă din Baltica boreală, Vegetație perenă pe țărmurile stâncoase.
La baza desemnării sitului se află mai multe specii protejate de  păsări (7): Aythya marila, Branta leucopsis, ferestraș mic (Mergus albellus), bătăuș (Philomachus pugnax), ciocântors (Recurvirostra avosetta), chiră mică (Sterna albifrons), Sterna paradisaea.